# Тилан Блондо
Тилан Ліна Роуз Блондо (фр. Thylane Léna Rose Blondeau; нар. 5 квітня 2001) — французька фотомодель та акторка.

## Біографія
Тилан народилася 5 квітня 2001 року. Мати — Вероніка Любрі, в минулому французька телеведуча, зараз дизайнер дитячого одягу та одягу для майбутніх мам. Батько — Патрік Блондо, відомий футболіст. У Тилан є молодший брат Айртон Ромеро, який народився у 2007 році.
Тілан — одна з найвисокооплачуваніших юних моделей світу. Кар'єру фотомоделі почала у віці 4 років. Співпрацювала з Жаном-Полем Готьє. Фотографії 10-річної Тілан, опубліковані в журналі Vogue, викликали хвилю обурень. Журнал звинуватили в розбещенні малолітніх. На початку 2014 року, у віці 12 років Тилан підписала контракт з міжнародним модельним агентством IMG Models, працювати в якому почала з 15 років.
Була обличчям таких брендів, як Lacoste, Hugo Boss, Jean Paul Gaultier, Ralph Lauren, Massimo Dutti, Pull&Bear, Paul&Joe sister тощо.
Тілан Блондо з'являлася на обкладинках Vogue, l'officiel Enfants, Jalouse Magazine, l'officiel Paris, Marie Claire.
Співпрацює з компаніями Chanel, Little Eleven Paris, H&M, Dolce&Gabbana, l'oréal Paris.
У червні 2014 року отримала роль Габріель у фільмі «Белль і Себастьян: пригода продовжується», прем'єра якого відбулася в грудні 2015 року.
У 2017 році вона стала бренд-посолом для L'Oreal Paris. У рейтинзі 100 найкрасивіших жінок світу 2017 року Тилан Блондо зайняла 2 місце після Лізи Соберано.

## Фільмографія
| Українська назва                         | Оригінальна назва                          | Рік  | Роль     | Режисер        | Примітки |
| ---------------------------------------- | ------------------------------------------ | ---- | -------- | -------------- | -------- |
| Белль і Себастьян: пригода продовжується | Belle & Sebastian: The Adventure Continues | 2015 | Габріель | Христіан Дюгей |          |